# 鈴木茂嗣
鈴木 茂嗣（すずき しげつぐ、1937年5月12日 - ）は、日本の法学者。刑事訴訟法。京都大学名誉教授。日本学士院会員。法学博士。東京都出身。

## 略歴
略歴は以下の通り。

### 学歴
- 1961年03月 - 京都大学法学部卒業
- 1980年03月 - 法学博士（京都大学）（学位論文「刑事訴訟の基本構造」）

### 職歴
- 1961年04月 - 京都大学法学部助手（学士助手〈京都大学〉）
- 1964年
  - 1月 - 神戸大学法学部講師
  - 7月 - 神戸大学法学部助教授
- 1971年10月 - 京都大学法学部助教授（刑事訴訟法講座）
- 1975年02月 - 京都大学法学部教授（刑事訴訟法講座）
- 1992年04月 - 京都大学大学院法学研究科教授（改組による）
- 1993年04月 - 京都大学大学院法学研究科長・法学部長（1995年3月まで）
- 2001年
  - 3月 - 京都大学定年退官
  - 4月 - 近畿大学法学部教授、京都大学名誉教授
- 2004年04月 - 近畿大学大学院法務研究科教授
- 2006年04月 - 近畿大学大学院法務研究科長（2008年3月まで）
- 2008年03月 - 近畿大学定年退職
- 2013年12月 - 日本学士院会員に選ばれる

## 主要な研究テーマ
- 訴訟構造論
- 審判対象論（訴因論＝公訴犯罪事実論）

## 著書

### 単著
- 『刑事訴訟の基本構造 訴訟対象論序説』（成文堂、1979年）
- 『刑事訴訟法』現代法律学講座（青林書院、1980年／改訂版・1990年）
- 『刑事訴訟法の基本問題』（成文堂、1988年）
- 『続・刑事訴訟の基本構造〔上巻〕・〔下巻〕』（成文堂、1996－97年）
- 『刑法総論〔犯罪論〕』（成文堂、2001年／第2版・2011年）
- 『犯罪論の基本構造』（成文堂、2012年）
- 『二元的犯罪論序説』（成文堂、2015年）

### 共編著
- （松尾浩也）『刑事訴訟法を学ぶ』（有斐閣選書、1977年）
- （佐藤幸治・田中成明・前田達明）『法律学入門』（有斐閣，1994年／補訂版・2000年／第3版・2006年／第3版補訂版・2008年）
- （高田卓爾）『新・判例コンメンタール刑事訴訟法』全5巻（三省堂、1995年）

## 記念論文集
- （三井誠・中森喜彦・吉岡一男・井上正仁・堀江慎司）『鈴木茂嗣先生古稀祝賀論文集〔上巻〕・〔下巻〕』（成文堂，2007年）